# Todor Artarski
Todor Artarski   (30 de gener de 1935) és un atleta búlgar, ja retirat, especialista en el llançament de disc i de pes, que va competir durant les dècades de 1950 i 1960.
En el seu palmarès destaca una medalla de plata en la prova del llançament de disc del Campionat d'Europa d'atletisme de 1958, rere el polonès Edmund Piątkowski. Guanyà el campionat dels països balcànics de llançament de disc els anys 1958, 1959, 1060, 1962, 1965, 1966 i 1970, i de pes els anys 1956 i 1958. A nivell nacional guanyà el campionat búlgar de llançament de disc el 1960, 1962, 1963, 1965 i de 1967 a 1971, i de pes el 1967. Durant la seva carrera millorà en nombroses ocasions el rècord nacional del llançament de disc i de pes.
El 1960 va prendre part en els Jocs Olímpics d'Estiu de Roma, on fou vintè en la prova del llançament de disc del programa d'atletisme.

## Millors marques
- Llançament de pes. 17,63 metres (1958)
- Llançament de disc. 57,58 metres (1971)[7]